# La Farmàcia (Santa Maria de Palautordera)
La Farmàcia és una casa de Santa Maria de Palautordera (Vallès Oriental) protegida com a Bé Cultural d'Interès Local.

## Descripció
Es tracta d'un edifici entre mitgeres i coberta a dues vessants amb carener paral·lel a la façana i una cornisa de teula força important, decorada i sustentada amb bigues de fusta. Consta de planta baixa, pis i golfes. La façana és composició simètrica. La planta baixa l'ocupa la farmàcia i ha variat tota l'entrada original a l'edifici. El primer pis té dues grans finestres balconeres d'arc rebaixat amb brancals acabats en dues mitges llunes decorades a mode de mènsula. Les finestres de les golfes són simples obertures rectangulars separades per dues petites columnetes.